# Wa-6
Wa-6 — тральщик Імперського флоту Японії, який взяв участь у Другій світовій війні.
Корабель, який належав до допоміжних тральщиків типу Wa-1, спорудили у 1942 році на верфі компанії Naniwa Dock Company.
З жовтня 1942-го Wa-6 належав до охорони військово-морської бази Сасебо, проте вже наприкінці листопада його перевели до складу 41-го охоронного загону, що належав до Четвертого Флоту (відповідав за операції в Океанії). Того ж місяця тральщик вийшов із Сасебо і 30 грудня досягнув атола Трук, де була головна японська база в Океанії (та розміщувався 41-й загін). Наступні два роки корабель займався ескортною та протичовновою службою в околицях Труку, хоча інколи міг виходити у більш віддалені рейси.
4—17 вересня 1943-го Wa-6 пройшов з ескортною місією до Рабаула (головна передова база в архіпелазі Бісмарка, з якої провадились японські операції на Соломонових островах та сході Нової Гвінеї) та назад на Трук. 16—26 листопада корабель пройшов з Труку до Кавієнгу (друга за значенням база в архіпелазі Бісмарка, що була на північному завершенні острова Нова Ірландія) та назад.
5—12 грудня 1943-го тральщик супроводжував флотське з'єднання з Труку до Понапе (острів на сході Каролінського архіпелагу) та назад. Нові рейси до Понапе корабель здійснив 24 січня — 1 лютого та 15—22 лютого 1944-го. Також корабель кілька разів ходив до острова Мортлок — 3—15 жовтня 1943-го (у супроводі транспорту «Хійосі-Мару» (Hiyoshi Maru)), 15—22 січня 1944-го (з загоном флоту) та 25—30 березня 1944-го.
У серпні 1944-го Wa-6 перевели до військово-морського округу Йокосука. Того ж місяця корабель пройшов на верфі ВМФ у Йокосуці певні модернізацію (зокрема, отримав гідрофон), а потім у серпні — жовтні здійснив кілька ескортних рейсів до островів Ідзу. 29 серпня поблизу острова Мікомото (сотня кілометрів на південний захід від входу до Токійської затоки) Wa-6 провів атаку глибинними бомбами по ймовірній ворожій субмарині.
У середині жовтня 1944-го тральщик перейшов до Ямади (північно-східне узбережжя острова Хонсю) та наступні кілька місяців ніс тут службу, зокрема охороняв мореплавство між Ямадою та Онагавою.
10 серпня 1945-го Wa-6 був потоплений у затоці Ямада літаками американського авіаносного з'єднання.